# Джастін Бібер: Сезони
Джастін Бібер: Сезони (англ. Justin Bieber: Seasons) — американський документальний серіал 2020 року про повернення до музики канадського співака Джастіна Бібера. Режисером та виконавчим продюсером фільму став Майкла Д. Ратнера з OBB Pictures, разом з фотографом Джо Терміні, який зрежесував додаткові епізоди. Документальний фільм створений компаніями Bieber Time Films, SB Projects та OBB Pictures, а Джастін Бібер виступив виконавчим продюсером.

## Анонс
24 грудня 2019 року Джастін Бібер повідомив про вихід документального серіалу. Серіал описують як «інтимний, глибокий погляд на те, як він створює свою музику». Епізоди виходять щотижня, починаючи з 27 січня 2020 року, коли відбулася прем'єра перших чотирьох епізодів на YouTube Premium. Серіал розповідає про музику та створення п'ятого студійного альбому Бібера Changes.

## Актори
- Джастін Бібер
- Гейлі Бібер
- Скутер Браун[en]
- Елісон Кей
- Раян Гуд
- Джош Гудвін
- Poo Bear[en]

## Просування
Трейлер документального серіалу вийшов 31 грудня 2019 року. У ефірі «Передноворічного роквечора Діка Кларка», Бібер, коментуючи вихід документального серіалу, сказав: «Ми як люди переживаємо стільки злетів і падінь. Стільки хороших сезонів, поганих сезонів. Іноді ми хочемо здаватися».

## Епізоди
| № серії | Назва серії                                                                           | Режисер(и)      | Оригінальна дата виходу |
| ------- | ------------------------------------------------------------------------------------- | --------------- | ----------------------- |
| 1       | «Залишаючи прожектор» «Leaving the Spotlight»                                         | Майкл Д. Ратнер | 27 січня 2020           |
| 2       | «Бібер повернувся» «Bieber Is Back»                                                   | Майкл Д. Ратнер | 27 січня 2020           |
| 3       | «Створення магії» «Making Magic»                                                      | Майкл Д. Ратнер | 27 січня 2020           |
| 4       | «Джастін та Гейлі» «Justin & Hailey»                                                  | Майкл Д. Ратнер | 27 січня 2020           |
| 5       | «Темний сезон» «The Dark Season»                                                      | Майкл Д. Ратнер | 3 лютого 2020           |
| 6       | «Тільки звідси» «Only Up from Here»                                                   | Майкл Д. Ратнер | 5 лютого 2020           |
| 7       | «Планування весілля через рік» «Planning the Wedding a Year Later»                    | Майкл Д. Ратнер | 10 лютого 2020          |
| 8       | «Весілля: Офіційно містер та місіс Бібер» «The Wedding: Officially Mr. & Mrs. Bieber» | Майкл Д. Ратнер | 12 лютого 2020          |
| 9       | «Альбом на шляху» «Album on the Way»                                                  | Майкл Д. Ратнер | 17 лютого 2020          |
| 10      | «Фінал» «The Finale»                                                                  | Майкл Д. Ратнер | 25 лютого 2020          |